# Spärrtrasselmossa
Spärrtrasselmossa (Heterocladium dimorphum) är en bladmossart som beskrevs av W. P. Schimper in B.S.G. 1852. Enligt Catalogue of Life ingår Spärrtrasselmossa i släktet trasselmossor och familjen Thuidiaceae, men enligt Dyntaxa är tillhörigheten istället släktet trasselmossor och familjen Heterocladiaceae. Arten är reproducerande i Sverige. Inga underarter finns listade i Catalogue of Life.